# Misteria Paschalia
Festiwal „Misteria Paschalia” – europejski festiwal muzyki dawnej poświęcony muzyce renesansu i baroku odbywający się w Krakowie w okresie Świąt Wielkanocnych. Organizatorem festiwalu jest Krakowskie Biuro Festiwalowe. 
- Pierwsza edycja Festiwalu odbyła się w 2004.

## Formuła Festiwalu
Formuła festiwalu opiera się głównie na prezentacji muzyki oscylującej wokół tematyki związanej z okresem Wielkiego Tygodnia i Świąt Wielkiej Nocy, wpisując się w kalendarium obchodów liturgicznych w Kościele katolickim. Muzyka wykonywana jest przez  mistrzów i interpretatorów muzyki dawnej tworząc  niepowtarzalny repertuaru, w tym przedsięwzięcia nowe lub przygotowane specjalnie na „Misteria Paschalia”.
- W 2011 r. po raz pierwszy zmieniono formułę festiwalu. Do części głównej (Mainstream), prezentującej mistrzów wykonawstwa historycznego, dołączone dwie kolejne odsłony: Debuts – koncerty młodych zespołów o jeszcze nieugruntowanej pozycji, oraz Trance, w której muzycy rozrywkowi przedstawiają własne propozycje dotyczące tematyki pasyjnej[1].
- W 2017 r. ponownie poszerzono formułę Festiwalu. Powstały nowe linie programowe, premierowe międzynarodowe koprodukcje muzyczno-teatralne, odkryto również innowacyjne miejsca Festiwalowych koncertów. A wszystko w atmosferze Wielkiego Tygodnia. Głównym założeniem jest prezentowanie programu skupionego wokół innego kręgu kulturowego i estetyki charakterystycznej dla wykonawstwa muzyki dawnej. Pierwszym krajem, od którego rozpoczyna się nowy rozdział historii Festiwalu jest Francja[2]. Honorowy patronat nad festiwalem objął Pierre Lévy, Ambasador Francji w Polsce[2].

## Nagrody
Festiwal otrzymał nagrodę Polskiej Organizacji Turystycznej jako Turystyczny Produkt 2004 roku. Zajął również pierwsze miejsce w rankingu Afisz-wydarzenia kulturalne 2007 tygodnika Polityka, w kategorii Muzyka poważna (łącznie triumfował trzykrotnie w rankingu wydarzeń kulturalnych tygodnika). W 2008 i 2009 Rzeczpospolita uznała go za jedno z najważniejszych wydarzeń roku. Dwukrotnie był obecny na targach Midem.

## Wykonawcy
- Festiwal gościł tak utytułowane zespoły, jak: Europa Galante, Il Giardino Armonico, Accademia Bizantina, Cappella della Pietà de’ Turchini, Le Poème Harmonique, Le Concert Spirituel, Doulce Mémoire, Orlando Consort, Binchois Consort, Ensemble Organum, Arte dei Suonatori, Capella Cracoviensis, Le Poème Harmonique
- Swe kreacje muzyczne prezentowali m.in.: Fabio Biondi, Giovanni Antonini, Ottavio Dantone, Antonio Florio, Fabio Bonnizoni, Jordi Savall, Marc Minkowski, Vincent Dumestre, Hervé Niquet, Denis Raisin Dadre, Richard Egarr, Pierre Hantaï, Pieter Wispelwey, Enrico Onofri, Stefano Montanari, Alexis Kossenko
- Wokaliści – Roberta Invernizzi, Sonia Prina, Nancy Argenta, Maria Grazia Schiavo, Emanuela Galli, Marina de Liso, Philippe Jaroussky, Brian Asawa, Andrzej Marusiak, Andrzej Zawisza, Alexandra Rübner, Alix Rousselet, Axelle Verner, Benoit Arnould, Caroline Weynants

## Edycje Festiwalu "Misteria Paschalia"
- 2014

| Misteria Paschalia 2014 | Misteria Paschalia 2014 | Misteria Paschalia 2014     | Misteria Paschalia 2014                             | Misteria Paschalia 2014                   | Misteria Paschalia 2014                                                               | Misteria Paschalia 2014                                  | Misteria Paschalia 2014 |
| Rok                     | Data                    | Koncert                     | Twórcy                                              | Miejsce                                   | Wykonawcy                                                                             | Orkiestra                                                | Dyrygent                |
| ----------------------- | ----------------------- | --------------------------- | --------------------------------------------------- | ----------------------------------------- | ------------------------------------------------------------------------------------- | -------------------------------------------------------- | ----------------------- |
| 2014                    | 15.04                   | Morte e sepoltura di Cristo | Antonio Caldara                                     | Filharmonia Krakowska                     | Maria Grazia Schiavo, Monica Piccinini, Martina Belli, Carlo Allemano, Ugo Guagliardo | Europa Galante                                           | Fabio Biondi            |
| 2014                    | 16.04                   | Éloge de la Folie           | Erazm z Rotterdamu                                  | Kościół św. Katarzyny Aleksandryjskiej    | Hespèrion XXI                                                                         | La Capella Reial de Catalunya                            | Jordi Savall            |
| 2014                    | 17.04                   | Hear My Prayer              | Henry Purcell                                       | Filharmonia Krakowska                     | Les Arts Florissants                                                                  | Les Arts Florissants                                     | Paul Agnew              |
| 2014                    | 18.04                   | In Vocem Hominis            | Guillaume Bouzignac, Marc-Antoine Charpentier       | Filharmonia Krakowska                     | Reinoud Van Mechelen, Jeffrey Thompson, Geoffroy Buffière                             | Le Poème Harmonique, Capella Cracoviensis Vocal Ensemble | Vincent Dumestre        |
| 2014                    | 19.04                   | Missa Cantilena             | Anonim, Matteo da Perugia, Antonio Zacara da Teramo | Kaplica św. Kingi Kopalnia soli Wieliczka | Mala Punica                                                                           | Mala Punica                                              | Pedro Memelsdorff       |
| 2014                    | 20.04                   | Kantaten und Konzerten      | Johann Sebastian Bach                               | Filharmonia Krakowska                     | Damien Guillon                                                                        | Café Zimmermann                                          | -                       |
| 2014                    | 21.04                   | La Resurrezione HWV 47      | George Frideric Handel                              | Filharmonia Krakowska                     | Sunhae Im, Sophie Karthäuser, Sonia Prina, Jeremy Ovenden, Johannes Weisser           | Le Cercle de l’Harmonie                                  | René Jacobs             |

- 2013

| Misteria Paschalia 2013 | Misteria Paschalia 2013 | Misteria Paschalia 2013                                                                                      | Misteria Paschalia 2013                                      | Misteria Paschalia 2013                          | Misteria Paschalia 2013 | Misteria Paschalia 2013                           | Misteria Paschalia 2013 |
| Rok                     | Data                    | Koncert | Twórcy                                                       | Miejsce                                          | Wykonawcy | Orkiestra                                         | Dyrygent                |
| ----------------------- | ----------------------- | --- | ------------------------------------------------------------ | ------------------------------------------------ | --- | ------------------------------------------------- | ----------------------- |
| 2013                    | 25.03                   | Il Trionfo del Tempo e del Disinganno                                                                        | George Frideric Handel                                       | Filharmonia Krakowska                            | Roberta Invernizzi, Julija Leżniewa, Sara Mingardo, Krystian Adam Krzeszowiak                                                                             | Il Giardino Armonico                              | Giovanni Antonini       |
| 2013                    | 26.03                   | Copernicus                                                                                                   | -                                                            | Kościół św. Katarzyny w Krakowie                 | Hespèrion XXI | La Capella Reial de Catalunya                     | Jordi Savall            |
| 2013                    | 27.03                   | L'Orfeo | Claudio Monteverdi                                           | Filharmonia im. Karola Szymanowskiego w Krakowie | Roberta Mameli, Anicio Zorzi Giustiniani, Marina de Liso, Giorgia Milanesi, Ugo Guagliardo, Salvo Vitale                                                  | La Venexiana, Chór kameralny Capelli Cracoviensis | Claudio Cavina          |
| 2013                    | 28.03                   | Mater Dolorosa                                                                                               | -                                                            | Filharmonia Krakowska                            | Monica Piccinini, Maria Espada, Ann Hallenberg, Milena Storti, Emiliano Gonzalez-Toro, Magnus Staveland, Frédéric Caton, Jussi Lehtipuu                   | Les Talens Lyriques                               | Christophe Rousset      |
| 2013                    | 29.03                   | Große Messe in c-moll KV 427, Der Himmel lacht! Die Erde jubilieret BWV 31, Christ lag in Todes Banden BWV 4 | Wolfgang Amadeus Mozart, Johann Sebastian Bach               | Filharmonia Krakowska                            | Ana Quintans, Ditte Andersen, Marianne Crébassa, Pauline Sabatier, Owen Willetts, Carlos Mena, Colin Balzer, Jan Petryka, Norman Patzke, Charles Dekeyser | Les Musiciens du Louvre Grenoble                  | Marc Minkowski          |
| 2013                    | 30.03                   | Concinunt Insulae                                                                                            | -                                                            | Kaplica św. Kingi, Kopalnia Soli w Wieliczce     | Ensemble Peregrina, La Morra | -                                                 | -                       |
| 2013                    | 31.03                   | Arie e concerti                                                                                              | George Frideric Handel, Antonio Vivaldi, Francesco Geminiani | Filharmonia Krakowska                            | Vivica Genaux | Europa Galante                                    | Fabio Biondi            |

- 2012

| Misteria Paschalia 2012 | Misteria Paschalia 2012 | Misteria Paschalia 2012                            | Misteria Paschalia 2012     | Misteria Paschalia 2012                          | Misteria Paschalia 2012 | Misteria Paschalia 2012                                  | Misteria Paschalia 2012 |
| Rok                     | Data                    | Koncert                                            | Twórcy                      | Miejsce                                          | Wykonawcy | Orkiestra                                                | Dyrygent                |
| ----------------------- | ----------------------- | -------------------------------------------------- | --------------------------- | ------------------------------------------------ | --- | -------------------------------------------------------- | ----------------------- |
| 2012                    | 2.04                    | La Fenice sul rogo, ovvero la morte di S. Giuseppe | Giovanni Battista Pergolesi | Filharmonia im. Karola Szymanowskiego w Krakowie | Roberta Invernizzi, Pamela Lucciarini, Marina de Liso, Ferdinand von Bothmer | Europa Galante                                           | Fabio Biondi            |
| 2012                    | 3.04                    | Juditha Triumphans                                 | Antonio Vivaldi             | Filharmonia im. Karola Szymanowskiego w Krakowie | soliści: Josè Maria Lo Monaco, Delphine Galou, Vivica Genaux, Maria Hinojosa, Alessandra Visentin | Capella Cracoviensis Vocal Ensemble, Accademia Bizantina | Ottavio Dantone         |
| 2012                    | 4.04                    | Dinastia Borgia                                    | -                           | Kościół św. Katarzyny                            | - | Hespèrion XXI, La Capella Reial de Catalunya             | Jordi Savall            |
| 2012                    | 5.04                    | La Giuditta                                        | Alessandro Scarlatti        | Filharmonia im. Karola Szymanowskiego w Krakowie | Roberta Mameli, Marta Fumagalli, Francesca Lombardi, Anicio Zorzi Giustiniani, Salvo Vitale | La Venexiana                                             | Claudio Cavina          |
| 2012                    | 6.04                    | Matthäus-Passion BWV 244                           | Johann Sebastian Bach       | Filharmonia im. Karola Szymanowskiego w Krakowie | Marita Solberg, Eugénie Warnier, Nathalie Stutzmann, Owen Willetts, Markus Brutscher, Magnus Staveland, Benoît Arnould, Christian Immler, Jolanta Kowalska, Mélodie Ruvio, Svetli Chaumien, Charles Dekeyser | Les Musiciens du Louvre Grenoble                         | Marc Minkowski          |
| 2012                    | 7.04                    | Crux                                               | -                           | Kaplica św. Kingi, Kopalnia Soli w Wieliczce     | Agnieszka Budzińska-Bennett | Ensemble Peregrina                                       | -                       |
| 2012                    | 8.04                    | Arie e concerti I                                  | Georg Friedrich Händel      | Filharmonia im. Karola Szymanowskiego w Krakowie | Simone Kermes | Venice Baroque Orchestra                                 | -                       |
| 2012                    | 9.04                    | Arie e concerti IV                                 | Antonio Vivaldi             | Filharmonia im. Karola Szymanowskiego w Krakowie | Julija Leżniewa, Jean-Marc Goujon, Alexis Kossenko | Ensemble Matheus                                         | Jean-Christophe Spinosi |

Wydarzeniem towarzyszącym festiwalowi w 2012 roku była prapremiera Pasji według św. Łukasza Krzysztofa Pendereckiego w reżyserii Grzegorza Jarzyny. Spektakl odbył się 31 marca i 1 kwietnia 2012 w Alvernia Studios pod Krakowem. Powstał z inicjatywy Narodowego Instytutu Audiowizualnego w ramach podsumowania Krajowego Programu Kulturalnego Polskiej Prezydencji 2011.
- 2011

| Misteria Paschalia 2011 | Misteria Paschalia 2011 | Misteria Paschalia 2011 | Misteria Paschalia 2011    | Misteria Paschalia 2011                          | Misteria Paschalia 2011 | Misteria Paschalia 2011 | Misteria Paschalia 2011                      | Misteria Paschalia 2011     |
| Rok                     | Data                    | Odsłona                 | Koncert                    | Twórcy                                           | Miejsce                 | Wykonawcy | Orkiestra                                    | Dyrygent                    |
| ----------------------- | ----------------------- | ----------------------- | -------------------------- | ------------------------------------------------ | ----------------------- | --- | -------------------------------------------- | --------------------------- |
| 2011                    | 18.04                   | Mainstream              | Les Grands Motets          | Jean-Philippe Rameau, Jean-Joseph de Mondonville | Filharmonia Krakowska   | Claire Debono, James Gilchrist, Aimery Lefèvre, Alain Buet | Le Concert d’Astrée                          | Emmanuelle Haïm             |
| 2011                    | 19.04                   | Mainstream              | Sant’ Elena al Calvario    | Leonardo Leo                                     | Filharmonia Krakowska   | Gemma Bertagnolli, Vivica Genaux, Anna Chierichetti, Helena Rasker, Roberto Abbondanza                                                                                 | Europa Galante                               | Fabio Biondi                |
| 2011                    | 20.04                   | Mainstream              | La Tragédie Cathare        | –                                                | Kościół św. Katarzyny   | Montserrat Figueras, Pascal Bertin, Lluís Vilamajó, Marco Scavazza | La Capella Reial de Catalunya, Hespèrion XXI | Jordi Savall                |
| 2011                    | 21.04                   | Mainstream              | Via Crucis                 | –                                                | Filharmonia Krakowska   | Lucilla Galeazzi, Philippe Jaroussky | Barbara Furtuna, L’Arpeggiata                | Christina Pluhar            |
| 2011                    | 22.04                   | Mainstream              | San Guglielmo d’Aquitania  | Giovanni Battista Pergolesi                      | Filharmonia Krakowska   | Raffaella Milanesi, Maurizio Lo Piccolo, Paolo Lopez, Sabina Puértolas, Lisandro Abadie                                                                                | Les Talens Lyriques                          | Christophe Rousset          |
| 2011                    | 23.04                   | Debuts                  | Lacrime di Leo             | –                                                | Kaplica św. Kingi       | La Morra | La Morra                                     | Corina Marti, Michał Gondko |
| 2011                    | 23.04                   | Trance                  | The Passion of Joan of Arc | Adrian Utley & Will Gregory                      | Opera Krakowska         | Adrian Utley & Will Gregory | Octava Ensemble, Capella Cracoviensis        | Charles Hazlewood           |
| 2011                    | 24.04                   | Mainstream              | Msza h-moll                | Johann Sebastian Bach                            | Filharmonia Krakowska   | Ruby Hughes, Ana Quintans, Pauline Sabatier, Blandine Staskiewicz, Nathalie Stutzmann, Terry Wey, Emiliano Gonzalez-Toro, Colin Balzer, Christian Immler, Luca Tittoto | Les Musiciens du Louvre-Grenoble             | Marc Minkowski              |
| 2011                    | 25.04                   | Mainstream              | Arie e concerti III        | Antonio Vivaldi                                  | Filharmonia Krakowska   | Veronica Cangemi | Accademia Bizantina                          | Ottavio Dantone             |

- 2010

| Misteria Paschalia 2010 | Misteria Paschalia 2010 | Misteria Paschalia 2010      | Misteria Paschalia 2010 | Misteria Paschalia 2010 | Misteria Paschalia 2010 | Misteria Paschalia 2010                      | Misteria Paschalia 2010 |
| Rok                     | Data                    | Koncert                      | Twórcy                  | Miejsce                 | Wykonawcy | Orkiestra                                    | Dyrygent                |
| ----------------------- | ----------------------- | ---------------------------- | ----------------------- | ----------------------- | --- | -------------------------------------------- | ----------------------- |
| 2010                    | 29.03                   | Intorno Allo Stabat          | –                       | Kościół św. Katarzyny   | Maria Grazia Schiavo, Romina Basso, Patrizia Bovi, Pino de Vittorio | Cappella della Pietà de’ Turchini            | Antonio Florio          |
| 2010                    | 30.03                   | Maddalena ai piedi di Cristo | Antonio Caldara         | Filharmonia Krakowska   | Geraldine McGreevy, Catherine Wyn-Rogers, David Alegret, Ina Kancheva, Jordi Domenach, Miguel Sola | Accademia Bizantina                          | Stefano Montanari       |
| 2010                    | 31.03                   | La Ruta de Oriente           | –                       | Kościół św. Katarzyny   | soliści: Montserrat Figueras, Adriana Fernández, Pascal Bertin, David Sagastume, Lluís Vilamajó, Francesc Garrigosa, Furio Zanasi, Daniele Carnovich gościnnie: Hiroyuki Koinuma, Yukio Tanaka, Ichiro Seki, Masako Hirao, Prabhu Edouard, Ken Zuckerman | La Capella Reial de Catalunya, Hespèrion XXI | Jordi Savall            |
| 2010                    | 01.04                   | Membra Jesu Nostri           | Dietrich Buxtehude      | Kościół św. Franciszka  | – | La Venexiana                                 | Claudio Cavina          |
| 2010                    | 02.04                   | Johannes-Passion             | Johann Sebastian Bach   | Filharmonia Krakowska   | Joanna Lunn, Judith Gauthier, Helena Rasker, Owen Willetts, Markus Brutscher, Nicholas Mulroy, Christian Immler, Benoît Arnoult | Les Musiciens du Louvre-Grenoble             | Marc Minkowski          |
| 2010                    | 03.04                   | Audi Coelum/ Teatro d’Amore  | –                       | Kaplica św. Kingi       | Philippe Jaroussky, Christina Pluhar | L’Arpeggiata                                 | –                       |
| 2010                    | 04.04                   | La Resurrezione              | Georg Friedrich Händel  | Filharmonia Krakowska   | María Espada, Roberta Invernizzi, Marina de Liso, Jeremy Ovenden, Luca Pisaroni | Il Giardino Armonico                         | Giovanni Antonini       |
| 2010                    | 05.04                   | Arie e concerti II           | Antonio Vivaldi         | Filharmonia Krakowska   | Vivica Genaux | Europa Galante                               | Fabio Biondi            |

Po raz pierwszy w historii festiwalu organizatorzy przygotowali serię płyt z zapisami archiwalnych koncertów Misteriów. Jako pierwsze do międzynarodowej dystrybucji wprowadzono pozycje w wykonaniu Europa Galante pod dyrekcją Fabio Biondiego (Gian Francesco de Majo – Gesù sotto il peso della Croce (Misteria Paschalia 2006), Alessandro Scarlatti – La Santissima Annunziata (Misteria Paschalia 2007), Nicola Fago – Il Faraone Sommerso (Misteria Paschalia 2009)). Autorem zdjęć promujących festiwal był Robert Wolański.
- 2009

| Misteria Paschalia 2009 | Misteria Paschalia 2009 | Misteria Paschalia 2009                                                                                       | Misteria Paschalia 2009                                                | Misteria Paschalia 2009 | Misteria Paschalia 2009 | Misteria Paschalia 2009                                                 | Misteria Paschalia 2009 |
| Rok                     | Data                    | Koncert | Twórcy                                                                 | Miejsce                 | Wykonawcy | Orkiestra                                                               | Dyrygent                |
| ----------------------- | ----------------------- | --- | ---------------------------------------------------------------------- | ----------------------- | --- | ----------------------------------------------------------------------- | ----------------------- |
| 2009                    | 06.04                   | Stabat Mater Messa di S. Emidio                                                                               | Antonio Maria Bononcini Giovanni Battista Pergolesi                    | Filharmonia Krakowska   | Anna Simboli, Monica Piccinini, Lia Serafini, Alena Dantcheva, Andrea Arrivabene, Alessandro Giangrande, Luca Dordolo, Gianluca Ferrarini, Matteo Bellotto, Marco Scavazza | Concerto Italiano                                                       | Rinaldo Alessandrini    |
| 2009                    | 07.04                   | Jérusalem | –                                                                      | Opera Krakowska         | Montserrat Figueras, Begoña Olavide, Manuel Forcano | Les Trompettes de Jéricho, La Capella Reial de Catalunya, Hespèrion XXI | Jordi Savall            |
| 2009                    | 08.04                   | Leçons de Ténèbres, Pompe funèbre, Les Idées Heureuses                                                        | François Couperin                                                      | Kościół św. Katarzyny   | Claire Lefilliâtre, Camille Poul | Le Poème Harmonique                                                     | Vincent Dumestre        |
| 2009                    | 09.04                   | Stabat Mater, Salve Regina, Concerto in mi minore, Concerto in re minore                                      | Giovanni Battista Pergolesi, Francesco Durante, Leonardo Leo           | Kościół św. Franciszka  | Maria Grazia Schiavo, José Maria Lo Monaco | I Sonatori de la Gioiosa Marca                                          | –                       |
| 2009                    | 10.04                   | Stabat Mater RV 621, Nisi Dominus RV 608, Sonata Al Santo Sepolcro RV 130, Sinfonia Al Santo Sepolcro RV 169  | Antonio Vivaldi                                                        | Filharmonia Krakowska   | Sara Mingardo | Venice Baroque Orchestra                                                | –                       |
| 2009                    | 11.04                   | La Settimana Santa a Napoli nel Seicento, Dialogo per la Passione, Quasi cedrus, Crux Fidelis, Jesu corona co | Francesco Provenzale, Giovanni Vittorio Majello, Giovanni Maria Sabino | Kaplica św. Kingi       | Cristiana Arcari, Valentina Varriale, Eufemia Tufano, Giuseppe De Vittorio, Rosario Totaro, Giuseppe Naviglio                                                              | Cappella della Pietà de’ Turchini                                       | Antonio Florio          |
| 2009                    | 12.04                   | Il Faraone Sommerso                                                                                           | Francesco Nicola Fago                                                  | Opera Krakowska         | Roberta Invernizzi, Marianne Beate Kielland, Emanuele d'Aguanno, Håvard Stensvold                                                                                          | Europa Galante                                                          | Fabio Biondi            |
| 2009                    | 13.04                   | Arie e concerti I                                                                                             | Antonio Vivaldi                                                        | Opera Krakowska         | Sonia Prina | Il Giardino Armonico                                                    | Giovanni Antonini       |

- 2008

| Misteria Paschalia 2008 | Misteria Paschalia 2008 | Misteria Paschalia 2008            | Misteria Paschalia 2008                  | Misteria Paschalia 2008 | Misteria Paschalia 2008                                                                          | Misteria Paschalia 2008                   | Misteria Paschalia 2008 |
| Rok                     | Data                    | Koncert                            | Twórcy                                   | Miejsce                 | Wykonawcy                                                                                        | Orkiestra                                 | Dyrygent                |
| ----------------------- | ----------------------- | ---------------------------------- | ---------------------------------------- | ----------------------- | ------------------------------------------------------------------------------------------------ | ----------------------------------------- | ----------------------- |
| 2008                    | 17.03                   | Il Re Del Dolore                   | Antonio Caldara                          | Filharmonia Krakowska   | Maria Grazia Schiavo, Emanuela Galli, Josè Maria Lo Monaco, Mark Milhofer, João Fernandes        | Accademia Bizantina, La Stagione Armonica | Ottavio Dantone         |
| 2008                    | 18.03                   | Lachrimae Caravaggio               | –                                        | Kościół św. Katarzyny   | Jerzy Trela (recytacje)                                                                          | Hespèrion XXI, Le Concert des Nations     | Jordi Savall            |
| 2008                    | 19.03                   | Chandos Anthems                    | Georg Friedrich Händel                   | Filharmonia Krakowska   | Ruby Hughes, Colin Blazer, João Fernandes                                                        | Les Musiciens du Louvre–Grenoble          | Marc Minkowski          |
| 2008                    | 20.03                   | La Vergine Dei Dolori              | Alessandro Scarlatti                     | Filharmonia Krakowska   | Roberta Invernizzi, Sonia Prina, Martin Oro, Daniele Zanfardino                                  | Concerto Italiano                         | Rinaldo Alessandrini    |
| 2008                    | 21.03                   | Selva Morale E Spirituale, Requiem | Claudio Monteverdi, Heinrich Ignaz Biber | Kościół św. Józefa      | Faye Newton, Julia Gooding, Christopher Robson, Andrew King, Michael George                      | New London Consort                        | Philip Pickett          |
| 2008                    | 22.03                   | Lamentations                       | Emilio de’ Cavalieri                     | Kaplica św. Kingi       | Catherine Padaud, Terry Wey, Jean-François Lombard, Jean-François Novelli, Philippe Roche        | Le Poème Harmonique                       | Vincent Dumestre        |
| 2008                    | 23.03                   | Bajazet                            | Antonio Vivaldi                          | Filharmonia Krakowska   | Maria Grazia Schiavo, Vivica Genaux, Lucia Cirillo, Marina de Liso, Romina Basso, Christian Senn | Europa Galante                            | Fabio Biondi            |
| 2008                    | 24.03                   | Motetti e Concerti III             | Antonio Vivaldi                          | Filharmonia Krakowska   | Roberta Invernizzi                                                                               | La Risonanza                              | Fabio Bonizzoni         |

Koncert 17 marca 2008 był światowym prawykonaniem Il Re Del Dolore Antonio Caldary. Następnego dnia miało miejsce pierwsze światowe wykonanie koncertowe projektu Jordiego Savalla – Lachrimae Caravaggio.
- 2007

| Misteria Paschalia 2007 | Misteria Paschalia 2007 | Misteria Paschalia 2007                              | Misteria Paschalia 2007                                        | Misteria Paschalia 2007    | Misteria Paschalia 2007                                                              | Misteria Paschalia 2007 | Misteria Paschalia 2007 |
| Rok                     | Data                    | Koncert                                              | Twórcy                                                         | Miejsce                    | Wykonawcy                                                                            | Orkiestra               | Dyrygent                |
| ----------------------- | ----------------------- | ---------------------------------------------------- | -------------------------------------------------------------- | -------------------------- | ------------------------------------------------------------------------------------ | ----------------------- | ----------------------- |
| 2007                    | 04.04                   | La Santissima Annunziata                             | Alessandro Scarlatti                                           | Filharmonia Krakowska      | Roberta Invernizzi, Emanuela Galli, Marta Almajano, Marina de Liso, Magnus Staveland | Europa Galante          | Fabio Biondi            |
| 2007                    | 05.04                   | Stabat Mater, Concerto grosso A-dur, Sinfonia f-moll | Luigi Boccherini, Michele Mascitti, Pietro Antonio Locatelli   | Kościół św. Piotra i Pawła | Roberta Invernizzi                                                                   | Europa Galante          | Fabio Biondi            |
| 2007                    | 06.04                   | Tenebrae, Miserere                                   | Michel-Richard de Lalande                                      | Kościół św. Józefa         | Claire Lefilliâtre                                                                   | Le Poème Harmonique     | Vincent Dumestre        |
| 2007                    | 07.04                   | Leçons de Ténèbres, Méditations pour le Carême       | Marc-Antoine Charpentier                                       | Kaplica św. Kingi          | –                                                                                    | Le Concert Spirituel    | Hervé Niquet            |
| 2007                    | 07.04                   | Misterium Męki Pańskiej - Jezusa Judasz sprzedał     | Jerzy Zoń                                                      | Rynek Główny w Krakowie    | –                                                                                    | –                       | –                       |
| 2007                    | 08.04                   | Suites & concertos                                   | Georg Philipp Telemann, Antonio Vivaldi, Johann Sebastian Bach | Filharmonia Krakowska      | –                                                                                    | Il Giardino Armonico    | Giovanni Antonini       |
| 2007                    | 09.04                   | Motetti e concerti II                                | Antonio Vivaldi                                                | Filharmonia Krakowska      | Sonia Prina                                                                          | Accademia Bizantina     | Ottavio Dantone         |

- 2006

| Misteria Paschalia 2006 | Misteria Paschalia 2006 | Misteria Paschalia 2006                     | Misteria Paschalia 2006 | Misteria Paschalia 2006 | Misteria Paschalia 2006 | Misteria Paschalia 2006                 | Misteria Paschalia 2006 |
| Rok                     | Data                    | Koncert                                     | Twórcy | Miejsce                 | Wykonawcy | Orkiestra                               | Dyrygent                |
| ----------------------- | ----------------------- | ------------------------------------------- | --- | ----------------------- | --- | --------------------------------------- | ----------------------- |
| 2006                    | 13.04                   | La passione di Gesù Cristo Signor Nostro    | Antonio Caldara | Filharmonia Krakowska   | Maria Grazia Schiavo, Emanuela Galli, Sonia Prina, Christian Senn, Juan Noval-Moro | Arte dei Suonatori                      | Antonio Florio          |
| 2006                    | 14.04                   | Gesù sotto il peso della croce              | Gian Francesco de Majo | Filharmonia Krakowska   | Roberta Invernizzi, Lucia Cirillo, Carlo Allemano | Europa Galante                          | Fabio Biondi            |
| 2006                    | 15.04                   | Office des Ténèbres                         | Cristóbal de Morales | Kaplica św. Kingi       | – | Doulce Mémoire                          | Denis Raisin Dadre      |
| 2006                    | 15.04                   | Misterium Drogi Krzyżowej - Quem Quaeritis? | Hadrian Filip Tabęcki - muzyka, Roman Kołakowski - libretto, Bolesław Pawica - reżyseria, Marek Braun - scenografia, Grzegorz Barszczewski - oświetlenie sceniczne, Wojciech Kapela, Paweł Weremiuk - materiały projekcyjne, | Rynek Główny w Krakowie | Mirosław Baka, Jacek Bończyk, Wojciech Brzeziński, Stanisława Celińska, Mirosław Czyżykiewicz, Ewa Dałkowska, Krzysztof Dracz, Katarzyna Groniec, Konrad Imiela, Mariusz Kiljan, Olgierd Łukaszewicz, Piotr Machalica, Marian Opania, Janusz Radek, Piotr Rogucki, Wiktor Zborowski, Katarzyna Trylnik, Anna Lubańska, Adam Kruszewski, Chór Polskiego Radia w Krakowie | Sinfonietta Cracovia, Septet „Kameleon” | Radosław Kiszewski      |
| 2006                    | 16.04                   | Suity francuskie BWV 812-817                | Johann Sebastian Bach | Filharmonia Krakowska   | Pierre Hantaï | –                                       | –                       |
| 2006                    | 17.04                   | Motetti e concerti                          | Antonio Vivaldi | Filharmonia Krakowska   | Maria Grazia Schiavo | La Cappella de’ Turchini                | Antonio Florio          |

- 2005

| Misteria Paschalia 2005 | Misteria Paschalia 2005 | Misteria Paschalia 2005 | Misteria Paschalia 2005 | Misteria Paschalia 2005 | Misteria Paschalia 2005 | Misteria Paschalia 2005                  | Misteria Paschalia 2005  |
| Rok                     | Data                    | Koncert | Twórcy | Miejsce                 | Wykonawcy | Orkiestra                                | Dyrygent                 |
| ----------------------- | ----------------------- | --- | --- | ----------------------- | --- | ---------------------------------------- | ------------------------ |
| 2005                    | 25.03                   | Concerto grosso op. 6 nr 3 HWV 321, Concerto grosso op. 6 nr 4 HWV 322, Sonata a quatro Al santo sepolcro RV 130 Nisi Dominus RV 608, Sinfonia Al santo sepolcro RV 162, Stabat Mater RV 621                                          | Georg Friedrich Händel, Antonio Vivaldi | Filharmonia Krakowska   | Philippe Jaroussky | Arte Dei Suonatori                       | Richard Egarr            |
| 2005                    | 26.03                   | I. Suita angielska A-dur BWV 806, II. Suita angielska a-moll BWV 807, III. Suita angielska g-moll BWV 808 | Johann Sebastian Bach | Filharmonia Krakowska   | Richard Egarr | –                                        | –                        |
| 2005                    | 26.03                   | De Lamentatione Jeremiae Prophetae, Sola fra suoi più cari, Toccata, Dunque, ove tu Signor, Aleph. Quomodo obscuratum est aurum, Toccata, Quis dabit capiti meo aquam, Toccata, Jod. Manum suam, Jesu spes mea, Stabat Mater dolorosa | Severo Bonini, Giovanni de Macque, Domenico Mazzocchi, Giovanni Francesco Marcorelli, G. Kapsperger, Giovanni Paolo Capriolo, Girolamo Frescobaldi, Stanisław Sylwester Szarzyński, Giovanni Felice Sances | Filharmonia Krakowska   | Maria Cristina Kiehr | Concerto Soave                           | Jean-Marc Aymes          |
| 2005                    | 26.03                   | Przez tę ziemię przeszedł Pan - Misterium Męki Pańskiej według malarstwa gotyckiego Małopolski | Jan Kanty Pawluśkiewicz – muzyka, Leszek Aleksander Moczulski – libretto, Jerzy Fedorowicz – reżyseria, Marek Braun – scenografia, Elżbieta Krywsza – kostiumy, Monika Myśliwiec – ruch sceniczny          | Rynek Główny w Krakowie | Justyna Steczkowska, Elżbieta Towarnicka, Jan Frycz, Jerzy Trela, Zbigniew Wodecki, Kantorei Sankt Barbara, aktorzy Teatru Ludowego, tancerze i artyści Zespołu Obrzędowego „Kasztany” z Lipnicy Dolnej | Chór i Orkiestra Filharmonii Krakowskiej | Mirosław Jacek Błaszczyk |
| 2005                    | 27.03                   | IV. Suita angielska F-dur BWV 809, V. Suita angielska e-moll BWV 810, VI. Suita angielska d-moll BWV 811 | Johann Sebastian Bach | Filharmonia Krakowska   | Richard Egarr | –                                        | –                        |
| 2005                    | 27.03                   | Wielkanocna muzyka z Katedry Notre Dame w Paryżu | – | Kościół św. Franciszka  | – | Orlando Consort, Kantorei Sankt Barbara  | –                        |
| 2005                    | 28.03                   | Vidi aquam, Introduxit vos dominus, Missa Paschalis, Haec dies, Alleluja, Victimae paschali laudes, Victimae paschali laudes, Laudes Christo                                                                                          | Antoine Brumel, Alexander Agricola, Guillaume Dufay, Josquin des Prés, Jacob Obrecht | Kościół św. Franciszka  | – | The Binchois Consort                     | Andrew Kirkman           |

- 2004

| Misteria Paschalia 2004 | Misteria Paschalia 2004 | Misteria Paschalia 2004                                | Misteria Paschalia 2004                                            | Misteria Paschalia 2004 | Misteria Paschalia 2004                                  | Misteria Paschalia 2004 | Misteria Paschalia 2004 |
| Rok                     | Data                    | Koncert                                                | Twórcy                                                             | Miejsce                 | Wykonawcy                                                | Orkiestra               | Dyrygent                |
| ----------------------- | ----------------------- | ------------------------------------------------------ | ------------------------------------------------------------------ | ----------------------- | -------------------------------------------------------- | ----------------------- | ----------------------- |
| 2004                    | 09.04                   | Stabat Mater, La Passione di Gesú Cristo, Stabat Mater | Alessandro Scarlatti, Antonio Caldara, Giovanni Battista Pergolesi | Filharmonia Krakowska   | Nancy Argenta, Brian Asawa                               | Concerto Polacco        | Marek Toporowski        |
| 2004                    | 10.04                   | Polskie Pieśni Wielkopostne                            | –                                                                  | Manggha                 | Stanisław Sojka, Mateusz Pospieszalski, Zbigniew Brysiak | –                       | –                       |
| 2004                    | 10.04                   | Dialog o Męce i Zmartwychwstaniu Pańskim               | Adolf Weltschek, Jan Polewka, Romana Agnel                         | Rynek Główny w Krakowie | –                                                        | –                       | –                       |
| 2004                    | 11.04                   | 6 Suit na wiolonczelę solo BWV 1007-12                 | Johann Sebastian Bach                                              | Kościół św. Franciszka  | Pieter Wispelwey                                         | –                       | –                       |
| 2004                    | 12.04                   | Śpiew Kościoła Rzymskiego - Nieszpory Wielkanocne      | –                                                                  | Kościół św. Franciszka  | Lycourgos Angelopoulos                                   | Ensemble Organum        | Marcel Péres            |

## Organizatorzy Festiwalu "Misteria Paschalia"
- Miasto Kraków
- Krakowskie Biuro Festiwalowe